# National Gymnastics Arena
De National Gymnastics Arena is een overdekte arena in Bakoe, Azerbeidzjan. De locatie wordt voornamelijk gebruikt voor gymnastiek.

## Overzicht
National Gymnastics Arena in Bakoe, Azerbeidzjan werd ontworpen door Broadway Malyan. De bouw van de NGA begon in augustus 2009,  en werd in april 2014 ingehuldigd. De Arena heeft een capaciteit van 5.000-9.000 zitplaatsen, afhankelijk van het evenement dat wordt gehouden. 

### Airdome
De NGA heeft een extra trainingshal - Airdome, die werd gebouwd in het zuidelijke deel van de Arena op een oppervlakte van 6000 m². De koepel wordt opgeblazen door ventilatoren die interne druk creëren. 

## Evenementen
De Arena organiseerde verschillende evenementen van verschillende soorten sporten: de European Youth Summer Olympic Festival, het Wereldkampioenschappen judo 2018, Europese Spelen 2015, het Europees kampioenschap Gymnastiek 2014, ... 